# 近藤重敏
近藤 重敏 (こんどう しげとし、1965年12月24日 - ) は、日本の経営者。

## 人物
1988年東京大学経済学部卒業後、住友銀行（現 三井住友銀行）入行。2017年三井住友建設理事兼企画部・関連事業部担当、2018年常務執行役員兼企画部長、2019年取締役専務執行役員、2020年経営企画本部長。2021年代表取締役社長。